# NK Gvozd Vrginmost
NK Gvozd je nogometni klub iz Vrginmosta. U sklopu kluba postoje dvije kategorije: seniori i juniori.
Trenutačno se natječe u 3. ŽNL SMŽ - NS Sisak.

## Povijest
Do 1995. godine i Oluje, u Vrginmostu je postojao nogometni klub NK Jedinstvo Vrginmost. On je ugašen odlaskom srpskog stanovništva.
Umjesto njega godinu dana kasnije (1996. godine) Hrvati povratnici osnivaju NK Napredak, koji je 1999. (službeno 2000.) godine promijenio ime u NK Gvozd.

### Plasmani kluba kroz povijest
| Sezona    | Liga                               | Plasman    |
| --------- | ---------------------------------- | ---------- |
| 1998./99. | 1. ŽNL Sisačko-moslavačka          | 18. mjesto |
| 1999./00. | 2. ŽNL Sisačko-moslavačka NS Sisak | 5. mjesto  |
| 2000./01. | 2. ŽNL Sisačko-moslavačka NS Sisak | 6. mjesto  |
| 2001./02. | 2. ŽNL Sisačko-moslavačka NS Sisak |            |
| 2002./03. | 2. ŽNL Sisačko-moslavačka NS Sisak |            |
| 2003./04. | 2. ŽNL Sisačko-moslavačka NS Sisak |            |
| 2004./05. | 2. ŽNL Sisačko-moslavačka NS Sisak |            |
| 2005./06. | 2. ŽNL Sisačko-moslavačka NS Sisak |            |
| 2006./07. | 2. ŽNL Sisačko-moslavačka NS Sisak | 7. mjesto  |
| 2007./08. | 3. ŽNL Sisačko-moslavačka NS Sisak | 3. mjesto  |
| 2008./09. | 3. ŽNL Sisačko-moslavačka NS Sisak | 3. mjesto  |
| 2009./10. | 3. ŽNL Sisačko-moslavačka NS Sisak | 2. mjesto  |
| 2010./11. | 3. ŽNL Sisačko-moslavačka NS Sisak | 7. mjesto  |
| 2011./12. | 3. ŽNL Sisačko-moslavačka NS Sisak | 4. mjesto  |
| 2012./13. | 3. ŽNL Sisačko-moslavačka NS Sisak | 3. mjesto  |
| 2013./14. | 3. ŽNL Sisačko-moslavačka NS Sisak | 2. mjesto  |
| 2014./15. | 3. ŽNL Sisačko-moslavačka NS Sisak | 8. mjesto  |
| 2015./16. | 3. ŽNL Sisačko-moslavačka NS Sisak | 5. mjesto  |
| 2016./17. | 3. ŽNL Sisačko-moslavačka NS Sisak | 6. mjesto  |
| 2017./18. | 3. ŽNL Sisačko-moslavačka NS Sisak | 4. mjesto  |
| 2018./19. | 3. ŽNL Sisačko-moslavačka NS Sisak | 3. mjesto  |

## Vanjske poveznice
- Službene stranice kluba
- Facebook stranica kluba
- Facebook profil kluba